# Октябрьское (Ленинский район)
Октя́брьское (укр. Октябрське, крымскотат. Oktâbskoye, Октябрьское) — село в Ленинском районе Республики Крым, центр и единственный населённый пункт Октябрьского сельского поселения (согласно административно-территориальному делению Украины — Октябрьского сельсовета Автономной Республики Крым).

## Население
| 1939  | 1989  | 2001  | 2009  | 2014  | 2015  | 2016  |
| ----- | ----- | ----- | ----- | ----- | ----- | ----- |
| 551   | ↗1543 | ↘1479 | ↘1410 | ↗1417 | ↘1415 | ↘1388 |
| 2017  | 2018  | 2019  | 2020  | 2021  |       |       |
| ↘1368 | ↘1335 | ↘1323 | ↗1326 | ↘1253 |       |       |

Всеукраинская перепись 2001 года показала следующее распределение по носителям языка
| Язык             | Процент |
| ---------------- | ------- |
| русский          | 70.72   |
| крымскотатарский | 14      |
| украинский       | 11.83   |
| другие           | 0.07    |

### Динамика численности
- 1939 год — 551 чел.[19]
- 1989 год — 1543 чел.[19]
- 2001 год — 1479 чел.
- 2009 год — 1410 чел.[20]
- 2014 год — 1417 чел.[21]

## Современное состояние
На 2017 год в Октябрьском числится 7 улиц; на 2009 год, по данным сельсовета, село занимало площадь 183,2 гектара на которой, в 540 дворах, проживало 1410 человек. В селе действуют средняя общеобразовательная школа", детский сад, сельский Дом культуры, библиотека, отделение Почты России. Октябрьское связано автобусным сообщением с Керчью и соседними населёнными пунктами. В 1971 году в центре села установлен памятный знак, созданый скульптором Романом Сердюком, в котором совмещены две сущности. Могила старшего политрука Г. В. Беломитцева и памятник в честь воинов — односельчан и крымских партизан павших в годы Великой Отечественной войны. На мемориальной доске с посвятительным текстом высечено около 50 фамилий погибших сельчан; вторая доска — с текстом: «Здесь захоронен старший политрук Советской Армии Беломитцев Григорий Васильевич, погибший в 1941 году», в настоящее время утрачена. Постановлением Совета министров Республики Крым № 627 от 20 декабря 2016 года памятный знак отнесён к категории объектов историко-культурного наследия регионального значения России.

## География
Расположено в долине реки Мелек-Чесме, высота центра села над уровнем моря 48 м. Находится практически на окраине Керчи, примерно в 59 километрах (по шоссе) на восток от районного центра Ленино. Транспортное сообщение осуществляется по региональной автодороге 35Н-317 от Багерово — до шоссе «граница с Украиной — Джанкой — Феодосия — Керчь» (по украинской классификации — С-0-10810).

## Археология
В августе 2018 года, южнее села, на трассе железнодорожного подхода к Крымскому мосту в результате археологических исследований была обнаружена крупная античная усадьба Манитра, в сентябре были начаты раскопки. Находка представляет историческую и экспозиционную ценность, это одна из крупнейших сельских усадеб, известных в Крыму, которая предварительно датируется временем расцвета Боспорского царства. Масштаб находки подтверждается тем, что для сохранения выявленного археологического памятника принято решение о переносе трассы железной дороги. Древнегреческое поселение датируется IV—III веками до нашей эры. Античное поселение могут включить в туристический маршрут «Золотое кольцо Боспорского царства».

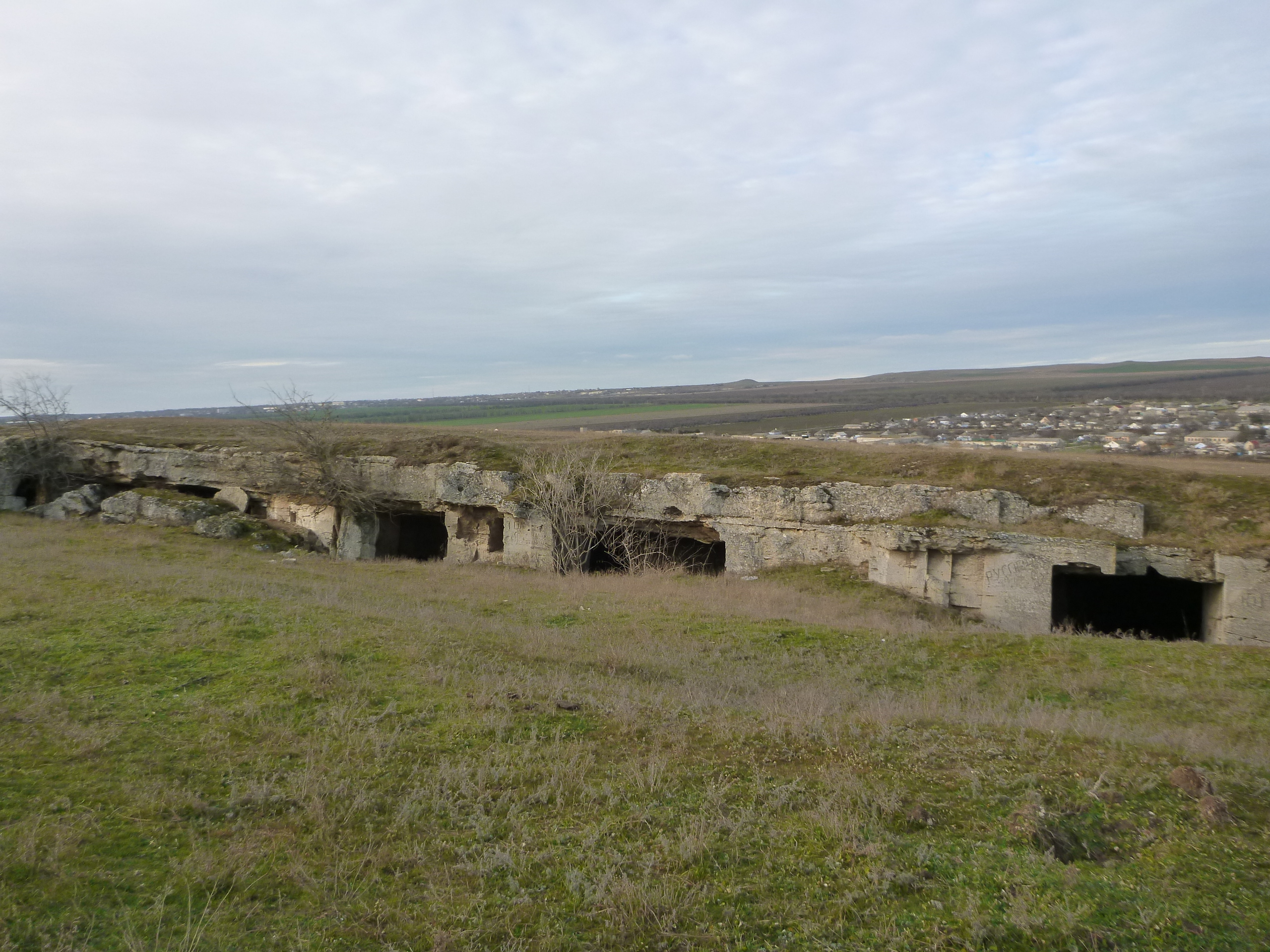
Микояновские каменоломни, вид с юга. На заднем плане село Октябрьское.

«Комплекс поселений Биели» начали исследовать в 2017 году благодаря реализации проекта по строительству железнодорожного подхода к Крымскому мосту. Первые поселения здесь появились в бронзовом веке. Но основная масса находок относится к наиболее позднему периоду существования поселения — к крымскотатарскому периоду. В железнодорожном туннеле в районе посёлка Октябрьское рядом с местом проведения археологических раскопок произошёл непредвиденный сдвиг породы, что привело к повреждению его крепления.

### Микояновские каменоломни
Южнее села также находится комплекс Микояновских каменоломен, которые включают в себя несколько небольших выработок. Входы ориентированы на юг, а выработки велись на север. Наиболее крупные из них это Октябрьская-1 длиной 355 м и Октябрьская-2 длиной 170 м. Полоса разработок, в которой находятся около 15 входов, протянулась на 700 м в широтном направлении. Распространение разработок вглубь массива незначительное, достигает 30-40 м. С учётом наклона пластов, выработки имеют ярко выраженный уклон. Восточно-Микояновские каменоломни находятся в 1,5 км на восток от Октябрьских каменоломен, на границе села Октябрьского и микрорайона Мичурино города Керчь. Включают в себя две небольшие выработки, расположенные в левом склоне Бигельского ущелья. Первая представляет собой небольшую пильную штольню, выводящую в прямоугольный зал с большим целиком посередине, общая длина около 100 м. Вторая — прямая, сложного сечения, рубленая выработка длиной 20 м.

### Багеровский ров
45°22′08″ с. ш. 36°22′41″ в. д.
Несмотря на сложившуюся историческую традицию и закрепившееся название, «Багеровский ров» географически находится на окраине Октябрьского, примерно в 5 километрах восточнее Багерово.

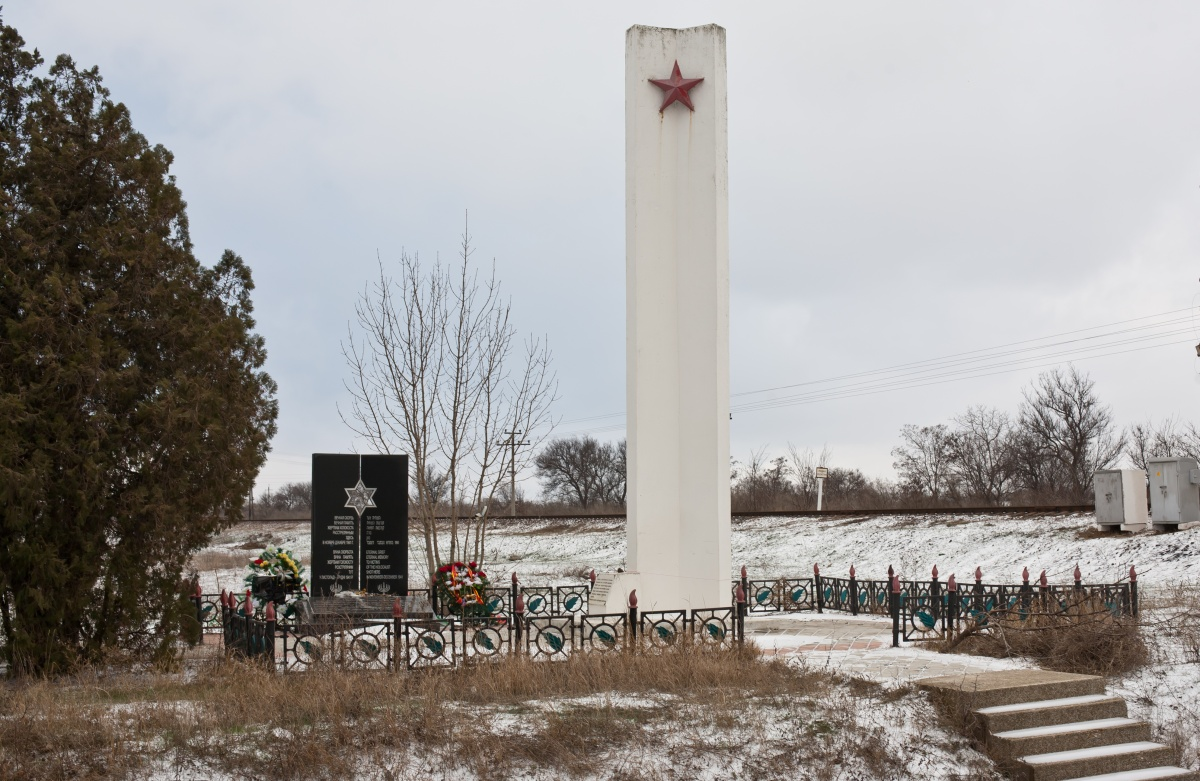
Багеровский ров. Мемориал жертв фашистского террора.

Расстрел евреев в Багеровском рву. Крым, 1941 г.

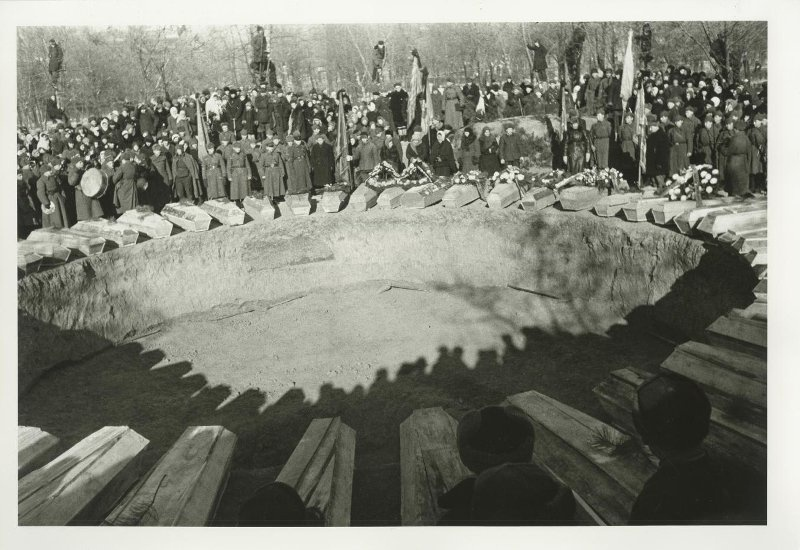
Похороны жертв расстрела в Багеровском рву, 1942 год

В течение первых дней декабря 1941 года от 2 до 2,5 тысяч евреев, живших в Керчи, были расстреляны зондеркоммандой 10Б айнзатцгруппы Д в противотанковом рву у поселка Багерово. Затем, 29 декабря, в том же противотанковом рву в связи с тем, что советской разведгруппой был убит немецкий офицер, оккупанты расстреляли несколько сот жителей посёлка Самострой около Камыш-Буруна — русских, украинцев, крымских татар.
Советские войска первого эшелона высадки десанта в район Керчи увидели Багеровский ров 30 декабря 1941 года; в начале января на это место прибыли следователи и фотожурналисты. Среди них были Дмитрий Бальтерманц и Евгений Халдей. Злодеяния оккупантов были документально зафиксированы.
Извлечение из «Акта Чрезвычайной Государственной Комиссии о злодеяниях немцев в городе Керчи», представленного на Нюрнбергском процессе под названием «Документ СССР-63»:
«…Местом массовой казни гитлеровцы избрали противотанковый ров вблизи деревни Багерово, куда в течение трех дней автомашинами свозились целые семьи обреченных на смерть людей. По приходе Красной Армии в Керчь, в январе 1942 года, при обследовании Багеровского рва было обнаружено, что он на протяжении километра в длину, шириной в 4 метра, глубиной в 2 метра, был переполнен трупами женщин, детей, стариков и подростков. Возле рва были замерзшие лужи крови. Там же валялись детские шапочки, игрушки, ленточки, оторванные пуговицы, перчатки, бутылочки с сосками, ботиночки, галоши вместе с обрубками рук и ног и других частей тела. Все это было забрызгано кровью и мозгами. Фашистские негодяи расстреливали беззащитное население разрывными пулями…». 
Постановлением Совета министров Республики Крым № 627 от 20 декабря 2016 года объявлен объектом историко-культурного наследия регионального значения России.

## История
Первое известное поселение на месте нынешнего Октябрьского — хутор Багеров, отмеченный в источнике 1877 года, в 1897 году записана экономия Курулу. Как деревня описана в «Полном географическом описании нашего отечества» 1910 года 
Въ 8 в. отъ Керчи железная дорога минуетъ д. Курулу, въ которой братьями Бобовичами разрабатываются принадлежащая имъ, а также городу Керчи каменоломни
На территории Кезского сельсовета, образованного до 1926 года, в 1936 году появилось село колхоза имени Микояна в составе Маяк-Салынского района (переименованного 14 декабря 1944 года в Приморский), после отселения жителей с территории созданного Багеровского полигона. По данным всесоюзной переписи населения 1939 года в селе проживал 551 человек. В 1940 году село было переименовано в Октябрьское; а упарзднённый Кезский сельсовет был переименован в Октябрьский. На двухкилометровке РККА 1942 года село подписано, как 2-е Октябрьское.
В 1944 году, после освобождения Крыма от фашистов, 12 августа 1944 года было принято постановление № ГОКО-6372с «О переселении колхозников в районы Крыма» и в сентябре того же года в район приехали первые новоселы — 204 семьи из Тамбовской области, а в начале 1950-х годов последовала вторая волна переселенцев из различных областей Украины. С 25 июня 1946 года Октябрьское в составе Крымской области РСФСР. Время упразднения сельсовета и включения в Багеровский поссовет пока не установлено: на 15 июня 1960 года село уже числилось в его составе. Указом Президиума Верховного Совета УССР «Об укрупнении сельских районов Крымской области», от 30 декабря 1962 года Приморский район был упразднён и вновь село присоединили к Ленинскому. Указом Президиума Верховного Совета УССР «Об укрупнении сельских районов Крымской области», от 30 декабря 1962 года Приморский район был упразднён и вновь село присоединили к Ленинскому. В период между 1 января и 1 июня 1977 года был восстановлен Октябрьский сельсовет. По данным переписи 1989 года в селе проживало 1543 человека. С 12 февраля 1991 года село в восстановленной Крымской АССР, 26 февраля 1992 года переименованной в Автономную Республику Крым. С 21 марта 2014 года в составе Крыма аннексировано Россией.
12 мая 2016 года парламент Украины, не признающий российскую аннексию, принял постановление о переименовании села в Мелек-Чесме (укр. Мелек-Чесме), в соответствии с законами о декоммунизации, однако данное решение не вступает в силу до «возвращения Крыма под общую юрисдикцию Украины».